# Партія Америки
Па́ртія Аме́рики (англ. America Party) — права політична партія у США, створена мільярдером Ілоном Маском у липні 2025 року. Поява пов'язується з публічним конфліктом між Маском та президентом Трампом, що розгорнувся у твіттері (офіційно відомий як X).

## Передісторія
У червні 2025 року Маск вступив у публічну суперечку з президентом США Трампом через законопроєкт, який неофіційно назвали «Один великий прекрасний закон» (так його називав сам Трамп).. Суперечка загострилася 5 червня, коли Трамп розкритикував Маска на зустрічі з канцлером Німеччини Фрідріхом Мерцом. Маск запропонував створити партію, яка б представляла «80% центристів», провівши опитування в твіттері щодо доцільності цього. Результат опитування показав, що 80 % респондентів проголосували «так». За кілька хвилин Маск назвав нове утворення «Партією Америки». До заснування партії кілька політичних об'єднань та діячів, які виступають проти двопартійної системи, намагалися заручитися підтримкою Маска. В інтерв'ю журналу Politico Ендрю Янг запропонував співпрацювати з ним для спільного створення політичної партії або для підтримки партії «Вперед». Маск раніше підтримував Янга в його президентській кампанії 2020 року. У липні голова Лібертаріанського національного комітету Стівен Нехайла запропонував Маску партнерство.
За даними Reuters, Маск «серйозно» ставився до створення Партії Америки, попри спроби примирення з Трампом і контакти з його адміністрацією. Коли ухвалення «Одного великого прекрасного закону» наближалося до голосування в Сенаті, він пообіцяв створити Партію Америки (якщо законопроєкт буде прийнято) і підтримати праймеріз республіканців, які проголосували за законопроєкт. Цей законопроєкт повернувся до Палати представників за кілька днів, де його прийняли 3 липня. Маск окреслив потенційну виборчу стратегію та провів друге опитування наступного дня. Можливість Маска створити третю партію вважається складним завданням. Газета «Вашингтон пост» зазначила, що хоч Маск має достатні фінансові ресурси для створення політичної партії, цьому можуть завадити труднощі в його бізнес-кар'єрі, невдала спроба вплинути на вибори до Верховного суду Вісконсину в 2025 році, а також падіння його популярності через роботу в Департаменті ефективності уряду. Крім того, Партія Америки стикається з проблемами доступу до виборчих бюлетенів у різних штатах.
5 липня Маск оголосив про створення Партії Америки. 6 липня Міністр фінансів США Скотт Бессент заявив, що Маску варто керувати компаніями, а не лізти у політику.

## Ідеологія та платформа
Маск заявив, що Партія Америки зосереджена на скороченні бюджетного дефіциту. Крім того, за словами Нейта Кона 'The New York Times, партія підтримує дерегуляцію, вільну торгівлю та імміграцію висококваліфікованих працівників. Також він зазначив, що її ідеологію «можна впізнати за ярликами, які вже навісили їй критики як зліва, так і справа», маючи на увазі неолібералізм та глобалізм відповідно.

## Виборча діяльність та стратегія
Нейт Кон висловив думку, що Партія Америки може здобути легітимність на виборах 2028 року, якщо невдоволення двопартійною системою зросте через жахливі економічні умови, в яких опинилися Дональд Трамп і Джо Байден. Видання Vox зазначило, що Маск може негативно вплинути на Республіканську партію на виборах 2026 року, зосередившись на конкурентних місцях у Палаті представників та Сенаті, та об'єднавши коаліцію виборців із поглядами футуристів та лібертаріанців.
У липні Маск заявив, що Партія Америки може «зосередитися лише на 2 або 3 місцях у Сенаті та 8–10 округах у Палаті представників. Враховуючи надзвичайно вузькі законодавчі межі, цього було б достатньо для вирішального голосування щодо спірних та суперечливих законів, гарантуючи, що вони дійсно служать справжній волі народу».

## Нотатки
1. ↑  Приписується кільком джерелам: [14][15][16][17][18]

## Цитовані роботи
- Caputo, Marc (3 червня 2025). Four reasons Musk attacked Trump's "big beautiful bill". Axios. Процитовано 4 липня 2025.
- Cohn, Nate (14 червня 2025). Is There an Opening for a Third Party?. The New York Times. Процитовано 4 липня 2025.
- Drutman, Lee (6 червня 2025). The big reason why Republicans should worry about an angry Elon Musk. Vox. Процитовано 4 липня 2025.
- Fields, Ashleigh (6 червня 2025). Musk floats 'The America Party' after Trump tiff. The Hill. Процитовано 4 липня 2025.
- Gold, Hadas (2 липня 2025). Elon Musk wants to create a new political party. Building rockets may be easier. CNN. Процитовано 4 липня 2025.
- Hanrahan, Tim (5 червня 2025). Elon Musk Floats New Political Party. The Wall Street Journal. Процитовано 4 липня 2025.
- Howard, Andrew (2 липня 2025). Libertarians seek partnership with Elon Musk. Politico. Процитовано 4 липня 2025.
- Ingram, David; Horvath, Bruna (2 липня 2025). Could an Elon Musk political party change American elections?. NBC News. Процитовано 4 липня 2025.
- Kim, Catherine (7 червня 2025). Andrew Yang Is Ready to Team Up With Elon Musk. Politico Magazine. Процитовано 4 липня 2025.
- Mastrangelo, Dominick (6 червня 2025). Musk floats idea of third party amid feud with Trump. The Hill. Процитовано 4 липня 2025.
- Musk says 'America Party' is formed in US. Reuters. 5 липня 2025. Процитовано 5 липня 2025.
- Pager, Tyler; Schleifer, Theodore (5 червня 2025). Trump and Musk Alliance Crumbles Amid Public Threats and Insults. The New York Times. Процитовано 4 липня 2025.
- Primack, Dan (4 липня 2025). Elon Musk floats strategy for new political party. Axios. Процитовано 4 липня 2025.
- Schleifer, Theodore (30 червня 2025). A Saber-Rattling Musk Promises a New Political Party if the G.O.P. Bill Passes. The New York Times. Процитовано 4 липня 2025.
- Schleifer, Theodore (3 липня 2025). A reminder that Elon Musk, the country's largest known Republican donor last cycle, has strongly suggested that he would form a new political party and also support primary challengers against all Republicans who voted for the bill. The New York Times. Процитовано 4 липня 2025.
- Schneid, Rebecca (8 червня 2025). Musk Floats Idea of Starting New Rival Political Party—and Even Names It—Amid Trump Feud. Time. Процитовано 4 липня 2025.
- Siddiqui, Faiz; Reinhard, Beth; Mark, Julian (2 липня 2025). Musk vows to start a third party. Funding's no issue, but there are others. The Washington Post. Процитовано 4 липня 2025.
- Sutherland, Callum (1 липня 2025). Musk Renews Promise to Start New Rival Political Party—With Patriotic Name—as Trump Debates Deporting Him. Time. Процитовано 4 липня 2025.
- Ulmer, Alexandra; Bose, Nandita (11 червня 2025). Musk backtracks on Trump criticism after White House outreach. Reuters. Процитовано 4 липня 2025.
- Walsh, Joe (4 липня 2025). Elon Musk vows to start a new political party after Trump feud. Here's why that's harder than it sounds. CBS News. Процитовано 4 липня 2025.